# اکوادور (ریوگرانده شمالی)
اکوادور (ریوگرانده شمالی) (به پرتغالی: Equador, Rio Grande do Norte) یک شهرستان در برزیل است که در ریو گرانده شمالی واقع شده‌است.

## خصوصیات
اکوادور ۲۶۴٫۹۸۳ کیلومترمربع مساحت و ۶٬۰۵۰ نفر جمعیت دارد.